# Risoluzione 242 del Consiglio di sicurezza delle Nazioni Unite
1. Afferma che il compimento dei principi della Carta richiede l'instaurarsi di una pace giusta e duratura in Medio Oriente che dovrebbe comprendere l'applicazione dei due seguenti principi:
  - Ritiro delle forze israeliane da(i) territori occupati nel corso del recente conflitto;
  - Cessazione di ogni dichiarazione di belligeranza, e rispetto e riconoscimento della sovranità, dell'integrità territoriale e dell'indipendenza politica di ogni Stato della regione e del loro diritto a vivere in pace all'interno di frontiere sicure e riconosciute, al riparo da minacce o atti di forza.
2. Afferma inoltre la necessità:
  - Di garantire la libertà di navigazione sulle vie d'acqua internazionali della regione;
  - Di arrivare a una equa regolamentazione del problema dei profughi;
  - Di garantire l'inviolabilità territoriale e l'indipendenza politica di ogni Stato della regione, attraverso misure comprendenti la formazione di zone smilitarizzate.

La risoluzione 242 fu votata il 22 novembre 1967 dal Consiglio di sicurezza dell'ONU dopo la guerra dei sei giorni; è stata emanata sulla scorta del VI capitolo della Carta delle Nazioni Unite, relativo alla risoluzione pacifica di dispute, e come tale ha natura di raccomandazione ma non è vincolante.

## Descrizione
La risoluzione ribadiva nel preambolo uno dei principi chiave del diritto internazionale moderno: l'impossibilità dell'acquisizione territoriale in conseguenza dell'uso della forza. Ma soprattutto stabiliva due condizioni necessarie per il raggiungimento di una pace "giusta e duratura" nella regione del Vicino Oriente: un ritiro militare israeliano ed il reciproco riconoscimento tra gli stati. Questa dottrina viene spesso riassunta nelle formule "pace in cambio di territori" o "territori in cambio di pace" - a seconda delle prospettive.
Il giorno successivo all'adozione della risoluzione, l'Organizzazione per la Liberazione della Palestina dichiarò con veemenza di rifiutare il testo finale della risoluzione, in quanto esso non riconosceva il diritto del popolo palestinese a una sua patria e ad autodeterminarsi.
I principi enunciati dalla risoluzione 242 verranno poi riaffermati nella risoluzione 338 votata in seguito alla guerra del Kippur, ed hanno costituito il principale riferimento internazionale per il processo di pace israelo-palestinese, dagli anni 80 sino ai colloqui di Taba.
Le versioni inglese e francese della risoluzione sembrano presentare una cruciale incongruenza laddove si fa riferimento al ritiro israeliano; a differenza dell'inglese withdrawal [...] from territories, che alla lettera sembrerebbe non prescrittiva sui termini esatti del ritiro, il francese retrait [...] des territoires sembrerebbe piuttosto implicare il ritiro integrale.
La questione è molto dibattuta; la risoluzione procedeva da una bozza inglese; in una successiva intervista, l'allora rappresentante britannico ha dichiarato:
(Lord Caradon)
Di simile avviso è sembrato l'allora presidente statunitense:
(L. Johnson)
Per contro, all'atto dell'approvazione della bozza inglese, molti dei rappresentanti che si espressero a favore dichiararono esplicitamente in sede di votazione che interpretavano il passaggio relativo al ritiro militare nel senso del ritiro integrale, così come previsto esplicitamente nella bozza concorrente presentata da alcuni paesi non allineati.